# Abuso sessuale

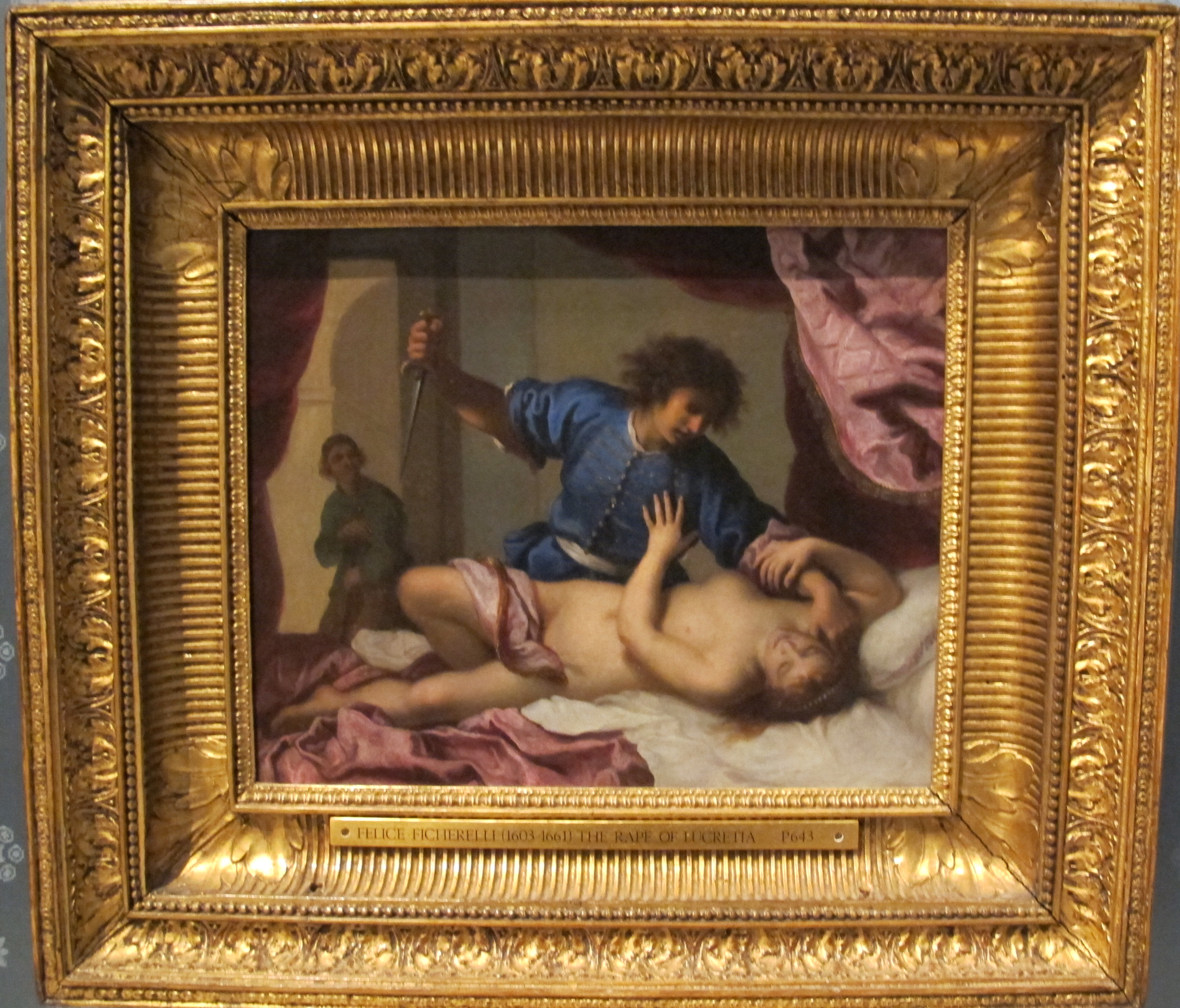
Dipinto raffigurante lo stupro di Lucrezia (del pittore toscano Felice Ficherelli, conservato alla Wallace Collection di Londra)

Per abuso sessuale si intende il coinvolgimento in attività sessuali, fisiche o psicologiche, di una persona non in grado di scegliere:
- o perché sottoposta a costrizione fisica e/o psicologica,
- e/o perché non consapevole delle proprie azioni (ad esempio per via dell'età, di una particolare condizione psicofisica, eccetera)

Sono dunque abusi sessuali soprattutto la congiunzione carnale, ma anche l'induzione a ogni tipo di atto sessuale di una persona che non è in grado di scegliere. Individuare e verificare un abuso sessuale può rivelarsi difficile, specie nei bambini, poiché molte delle vittime non riferiscono l’abuso che hanno subito o non ne sono addirittura consapevoli.
La difficile rivelazione da parte del bambino sull'abuso subito prende il nome di disclosure.
L'OMS definisce l'abuso sessuale su minori nel modo seguente:
- the inducement or coercion of a child to engage in any unlawful sexual activity;
- the exploitative use of a child in prostitution or other unlawful sexual practices;
- the exploitative use of children in pornographic performance and materials.»

- l'induzione o la coercizione di un minore a impegnarsi in qualsiasi attività sessuale illecita;
- lo sfruttamento di un minore nella prostituzione o in altre pratiche sessuali illecite;
- lo sfruttamento dei bambini in spettacoli e materiali pornografici.»

(Organizzazione Mondiale della Sanità, Guidelines from medico-legal care for victims of sexual violence, 7: child sexual abuse)

## Il consenso
Nella cultura della maggior parte dei Paesi, le pratiche sessuali sono legali ed accettabili soltanto se entrambe le persone sono consenzienti.
- In Italia:

Alla stessa pena soggiace chi induce taluno a compiere o subire atti sessuali:
1) abusando delle condizioni di inferiorità fisica o psichica della persona offesa al momento del
fatto;
2) traendo in inganno la persona offesa per essersi il colpevole sostituito ad altra persona.
Nei casi di minore gravità la pena è diminuita in misura non eccedente i due terzi.»
(Legge n°66 del 15 febbraio 1996, art. 609bis)
L'età ed il concetto di "consenso" sono definiti spesso dalle leggi, e possono differire da
Stato a Stato. Nella maggior parte dei casi, l'età del consenso e le leggi legali sulla violenza mirano a proteggere i bambini e gli adolescenti dallo sfruttamento, in particolare dallo sfruttamento fisico o psicologico che implicano il comportamento sessuale.
- In Italia:

1) nei confronti di persona che non ha compiuto anni quattordici;
2) con l'uso di armi o di sostanze alcoliche, narcotiche o stupefacenti e di altri strumenti o sostanze gravemente lesivi della salute della persona offesa;
3) da persona travisata o che simuli la qualità di pubblico ufficiale o di incaricato di pubblico
servizio;
4) su persona comunque sottoposta a limitazione della libertà personale;
5) nei confronti di persona che non ha compiuto gli anni sedici della quale il colpevole sia
l'ascendente, il genitore anche adottivo, il tutore.
La pena è della reclusione da sette a quattordici anni se il fatto è commesso nei confronti di persona che non ha compiuto gli anni dieci.»
(Legge n°66 del 15 febbraio 1996, art. 609ter)
E l'art. 609quater della stessa legge specifica ancora meglio:
Non è punibile il minorenne che, al di fuori delle ipotesi previste dall'art. 609bis, compie atti sessuali con un minorenne che abbia compiuto gli anni tredici, se la differenza di età tra i soggetti non è superiore a tre anni.»

## Abuso sessuale in ambito familiare
Il termine abuso sessuale in ambito famigliare viene applicato alla forma specifica della violenza domestica, dove l'abuso fisico o sessuale è perpetrato da uno sposo su un altro attraverso minacce o l'impiego della forza fisica. Questo coinvolge frequentemente il sesso forzato (violenza sessuale), umiliazioni sessuali e degrado personale. Anche in questi casi le leggi dello Stato proteggono uno dei coniugi contro la violenza sessuale domestica. Nella maggior parte dei casi si ha violenza dell'uomo nei confronti della donna anche se, in una minima parte, vengono segnalati casi di violenza (quasi sempre più a livello psichico che fisico) della donna nei riguardi dell'uomo.
Ricerche a livello clinico inducono a ritenere che un abuso sessuale perpetrato tra le "mura domestiche" produca danni più gravi a livello psicologico rispetto ad una violenza "esterna", soprattutto quando sono presenti alcune caratteristiche:
- uno stretto legame con la persona che effettua l'abuso;
- una lunga durata dell'abuso;
- il nascondimento dell'abuso o il non riconoscimento nell'ambito dell'ambiente famigliare;
- la persona abusata non è in grado di parlare dell'accaduto;
- la persona abusata è ancora un minore.

In Italia la legge nº 154 del 5 aprile 2001 introduce importanti misure contro la violenza nelle relazioni famigliari che si verifichino tra coniugi o tra componenti qualsiasi di uno stesso nucleo famigliare pur non uniti da vincoli giuridici (conviventi). È una delle poche norme, quindi, che tutela la cosiddetta "famiglia di fatto".

## Molestie e violenze sessuali
Da un'indagine pubblicata dall'Istat nel 2005 su Molestie e violenze sessuali, risulta che in Italia oltre la metà delle donne in età 14-59 anni ha subito almeno una molestia sessuale, un ricatto sessuale sul lavoro o una violenza, tentata o consumata, nel corso della vita (55,4 per cento). Le vittime di stupro o tentato stupro e di ricatti sessuali sul lavoro (questi ultimi riferiti sempre alle donne di 15-59 anni in condizione professionale) rappresentano una quota minimale tra le vittime dei reati a sfondo sessuale (2,9 per cento le vittime di stupro o tentato stupro nel corso della vita, 3,1 per cento le donne in condizione professionale che hanno subito ricatti sessuali sul luogo di lavoro), mentre le molestie verbali e le telefonate oscene sono i reati più diffusi (rispettivamente il 25,8 e il 24,8 per cento delle donne in età 14-59 anni). Sono comuni anche gli episodi di pedinamento e gli atti di esibizionismo (entrambi quasi il 23 per cento). Quasi il 20 per cento delle donne nella fascia di età considerata ha subito molestie fisiche. I dati dell'indagine, inoltre, indicano che solo il 18,3 per cento delle vittime di violenze, tentate o consumate, le ha subite da sconosciuti.
Più frequentemente, invece, gli autori sono persone ben conosciute e vicine alle donne: amici (nel 23,5 per cento dei casi), datori di lavoro, colleghi, insegnanti o compagni di scuola (15,3 per cento) e persone conosciute di vista (14,2 per cento). Nel caso, poi, delle sole violenze consumate, l'autore è un amico delle vittime addirittura nel 23,8 per cento dei casi, il coniuge o il convivente (o l'ex coniuge/convivente) per il 20,2 per cento e il fidanzato o l'ex fidanzato per il 17,4 per cento, mentre le violenze da parte di estranei riguardano appena il 3,5 per cento delle donne che hanno subito violenza sessuale.
Ben il 15,8 per cento delle vittime ha subito nel corso della vita violenza, tentata o consumata, a casa propria o negli spazi attinenti, l'11,8 per cento al lavoro o negli spazi circostanti, il 9,3 per cento a casa di amici, di parenti o di conoscenti e un ulteriore 6,9 per cento a casa dello stesso aggressore. Nel corso della vita, dunque, complessivamente, oltre il 43 per cento delle vittime ha subito uno stupro o un tentativo di stupro in luoghi “familiari” contro il 21,1 per cento che li ha subiti, invece, in strada.

## Studenti e molestie sessuali
Gli studenti possono essere vittime di attenzioni sessuali indesiderate da parte di insegnanti e professori, quindi sono vittime e subiscono molestie sessuali.
Poiché in tutti i livelli scolastici alunni e professori hanno un diverso grado di autorità e potere, le attenzioni sessuali rivolte da un insegnante verso un alunno vengono classificate come "abuso di potere", e possono provocare gravi conseguenze a livello penale, come l'essere schedati con l'accusa di molestie sessuali e la possibilità della perdita del lavoro con inibizione all'insegnamento.

## Abuso sessuale su minori
L'abuso sessuale su minori è comunemente definito, nella cultura occidentale contemporanea, come qualsiasi attività a livello sessuale che un adulto esercita su o con una persona al di sotto dell'età del consenso, ed è considerato un crimine punito penalmente nella maggior parte dei paesi. L'abuso sessuale su minori include, inoltre, lo sfruttamento sessuale commerciale dei bambini, definito dall'Organizzazione internazionale del lavoro nel testo del Worst Forms of Child Labour Convention del 1999.
(Telefono Azzurro, Eurispes, (2005) 6º Rapporto Nazionale sulla condizione dell'infanzia e dell'adolescenza)
In Italia la legge nº 269 del 3 agosto 1998 definisce le Norme contro lo sfruttamento della prostituzione, della pornografia, del turismo sessuale a danno di minori, quali nuove forme di riduzione in schiavitù.

## Categorie di abusi sessuali
Si possono considerare quattro categorie di abuso sessuale:
- abuso sessuale di femmine da parte di maschi
- abuso sessuale di maschi da parte di femmine
- abuso sessuale di maschi da parte di maschi
- abuso sessuale di femmine da parte di femmine

La stragrande maggioranza degli abusi sessuali riguarda l'abuso sessuale di femmine da parte di maschi, ma sono abbastanza frequenti le altre 3 categorie di abuso sessuale. Malgrado sia diffusa la convinzione che solo i maschi commettano abusi sessuali, ciò come visto sopra, non è vero: le femmine sono responsabili di circa il 10% degli abusi sessuali, di cui una larga parte su minori. Secondo un rapporto dell'FBI sugli stupri negli Stati Uniti, il 96% degli stupri sono di femmine da parte di maschi, il 2% di maschi da parte di maschi, l'1% di maschi da parte di femmine e l'altro 1% di femmine da parte di femmine. Si deve dire che questi dati non sono certi, perché una considerevole percentuale di stupri e violenza sessuale non viene denunciata.

## Progetti di Prevenzione dell'abuso sui minori
Già nel 1930 la Società per le Nazioni realizzò un esame sul fenomeno dello sfruttamento sessuale minorile con la Convenzione n. 29 sul Lavoro Forzato a cui seguì la Convenzione per la Soppressione del Traffico, Sfruttamento e Prostituzione delle Persone, prodotta dall'ONU nel 1949 e la Convenzione supplementare per l'Abolizione della Schiavitù, della Tratta delle Schiave e delle istituzioni e pratiche similari alla Schiavitù del 1956. Di rilievo è stata anche la successiva Convenzione internazionale dei diritti del fanciullo, realizzata a New York nel 1989 e ratificata dall'Italia con la Legge 176 del 1991. Tale Convenzione riconosce il minore come soggetto titolare di diritti e non solo oggetto di tutela. Si tratta di uno strumento innovativo sul piano internazionale in quanto all'articolo 3 dichiara: "in tutte le decisioni riguardanti i fanciulli che scaturiscono da istituzioni, di assistenza sociale, private o pubbliche, tribunali, autorità amministrative od organi legislativi, l'interesse superiore del fanciullo deve costituire oggetto di primaria considerazione". In seguito la Risoluzione dell'ONU n. 1992/74 ha sancito la realizzazione di un "Programma di Azione per la Prevenzione della Vendita di bambini, della Prostituzione Infantile e della Pornografia coinvolgente Minori, e per lo Sfruttamento del Lavoro dei Faciulli". Mentre nel 1996 l'Associazione Internazionale di trasporto aereo (IATA), ha prodotto la Dichiarazione sulla "Protezione dei Bambini dallo Sfruttamento Sessuale nel Turismo" ed ha avviato anche i lavori del Congresso Mondiale contro lo sfruttamento sessuale dei bambini ai fini commerciali, dal titolo Declaration and Agenda for Action presentata a Stoccolma. Secondo le linee guida del programma viene data particolare rilevanza all'esigenza di un coordinamento fra Stati ai fini della tutela, della prevenzione, del recupero e del reinserimento del minore abusato sessualmente. In quest'ambito tale forma di sfruttamento è stata così definita al punto 5 della suddetta Dichiarazione: "un abuso sessuale commesso dall'adulto nei confronti di un minore in cambio di una remunerazione, in soldi o altra utilità, data al bambino stesso o a terze persone, costituente una forma di corruzione e violenza equivalente al lavoro forzato e a una nuova forma di riduzione in schiavitù".
Negli ultimi anni sono stati realizzati diversi progetti di intervento nelle scuole per favorire una cultura del rispetto e di tutela dell'infanzia, a partire da una mirata formazione con gli insegnanti, i bambini e i loro genitori.
Si tratta di progetti di prevenzione primaria che forniscono strumenti e riflessioni affinché a scuola come in famiglia si possano trovare i modi per parlare e affrontare queste tematiche, insegnando ai bambini a riconoscere le situazioni a rischio e a comprendere i segnali del loro corpo.
È infatti di fondamentale importanza insegnare ai bambini come fare per proteggersi dagli abusi sessuali, e nel contempo fornire informazioni alle figure di riferimento più vicine ai minori – genitori e insegnanti – affinché accompagnino i più piccoli ad imparare a difendersi da situazioni potenzialmente pericolose, senza instillare in loro la paura del mondo esterno.
Tra i vari progetti: «Le parole non dette» (2003), ideato da Alberto Pellai e realizzato con la Provincia di Milano e «Lupus in Fabula» (2005), ideato da Massimo Silvano Galli e Michele Stasi e realizzato con l'ASL della Provincia di Milano 1 (Il manuale del progetto "Lupus in Fabula").

## Terapie
In casi di abuso sessuale infantile la psicoterapia (in particolare di quella cognitivo-comportamentale) è da considerarsi opzione preferenziale, riservando l’utilizzo di farmaci solo a casi selezionati.
Una tecnica ampiamente utilizzata nel trattamento dei traumi seguenti ad abuso è l’EMDR, approccio psicoterapico che, impiegando i movimenti oculari per ristabilire l’equilibrio eccitatorio/inibitorio, consente un rapido ed efficace effetto decondizionante nei confronti delle memorie traumatiche permettendo una migliore comunicazione tra gli emisferi cerebrali.